# Ху На
Hu Na (кит.: 胡娜; піньїнь: Hú Nà; нар. 16 квітня 1963) — колишня професійна тенісистка, яка втекла з КНР до США 1982 року, викликаючи дипломатичний інцидент незадовго після встановлення дипломатичних відносин 1979 року.
Здобула один парний титул туру WTA.
Найвищу одиночну позицію світового рейтингу — 48 місце досягла 29 лютого 1988, парну — 49 місце — 25 червня 1990 року.
Завершила кар'єру 1991 року.

## Фінали турнірів WTA

### Парний розряд (1–2)
| Результат | Ранг | Дата           | Турнір                     | Покриття   | Партнер             | Опоненти                        | Рахунок       |
| --------- | ---- | -------------- | -------------------------- | ---------- | ------------------- | ------------------------------- | ------------- |
| Поразка   | 1.   | 26 жовтня 1987 | Індіанаполіс, США          | Тверде (i) | Беверлі Бовіс       | Дженні Бірн Мішелл Джаггерд-Лай | 2–6, 3–6      |
| Перемога  | 2.   | 24 липня 1989  | Скенектаді, США            | Тверде     | Мішелл Джаггерд-Лай | Сандра Берч Деббі Грем          | 6–3, 6–2      |
| Поразка   | 3.   | 9 квітня 1990  | Japan Open (теніс), Японія | Тверде     | Мішелл Джаггерд-Лай | Кеті Джордан Елізабет Смайлі    | 0–6, 6–3, 1–6 |